# Ortueri
Ortueri är en ort och kommun i provinsen Nuoro i regionen Sardinien i Italien. Kommunen hade 1 135 invånare (2017).